# 英皇道

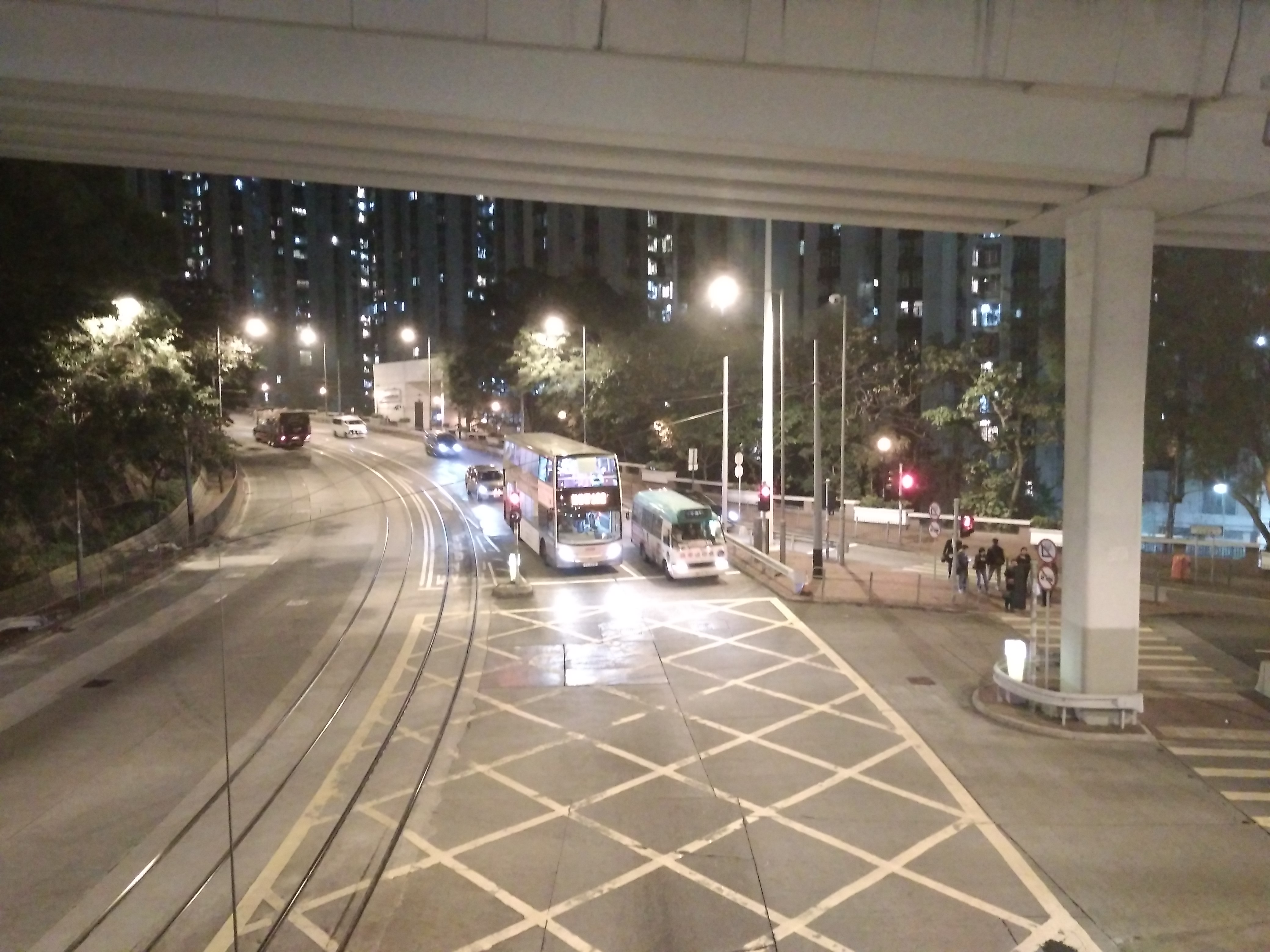
英皇道的東面終點夜景，近太安楼

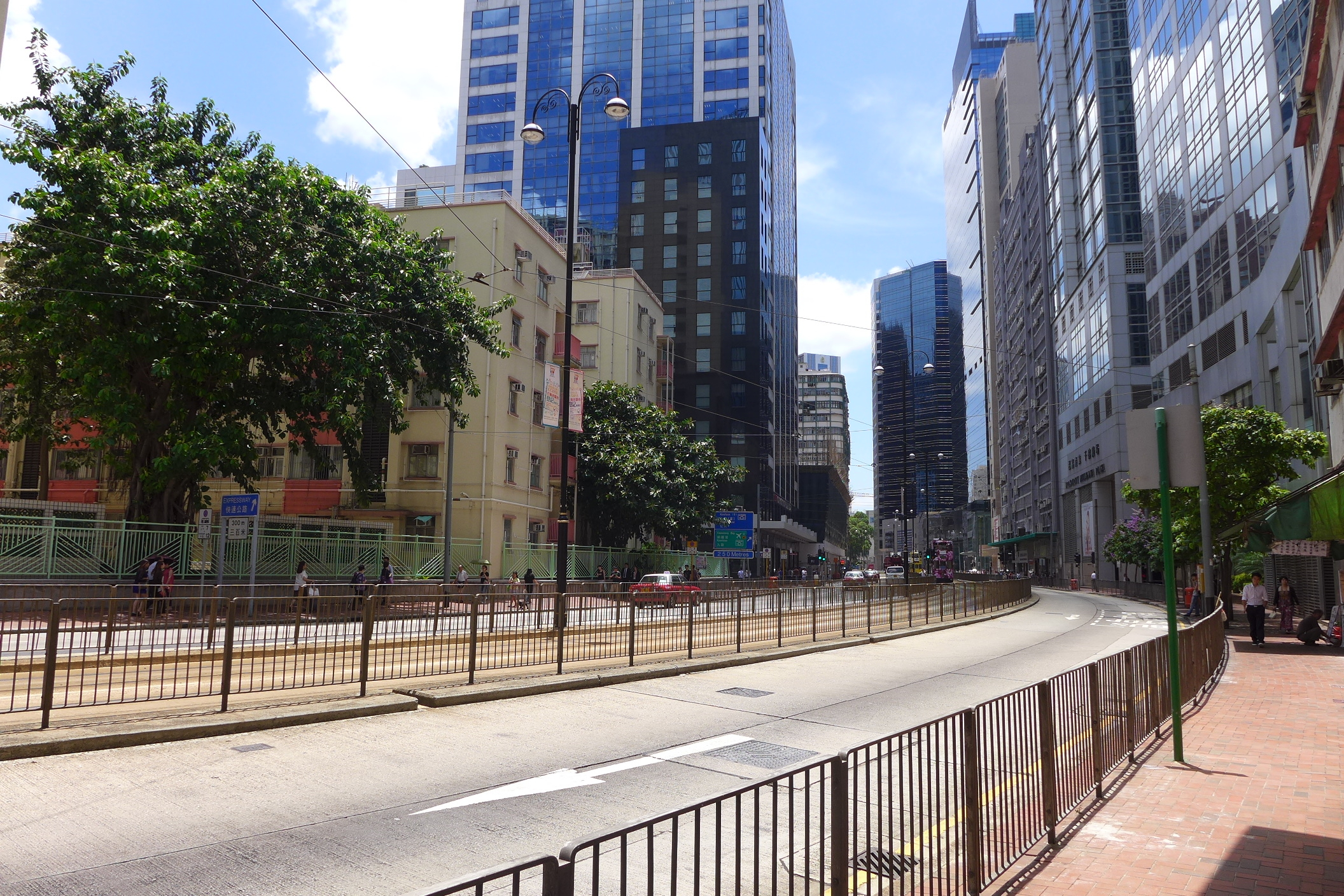
英皇道近模範邨

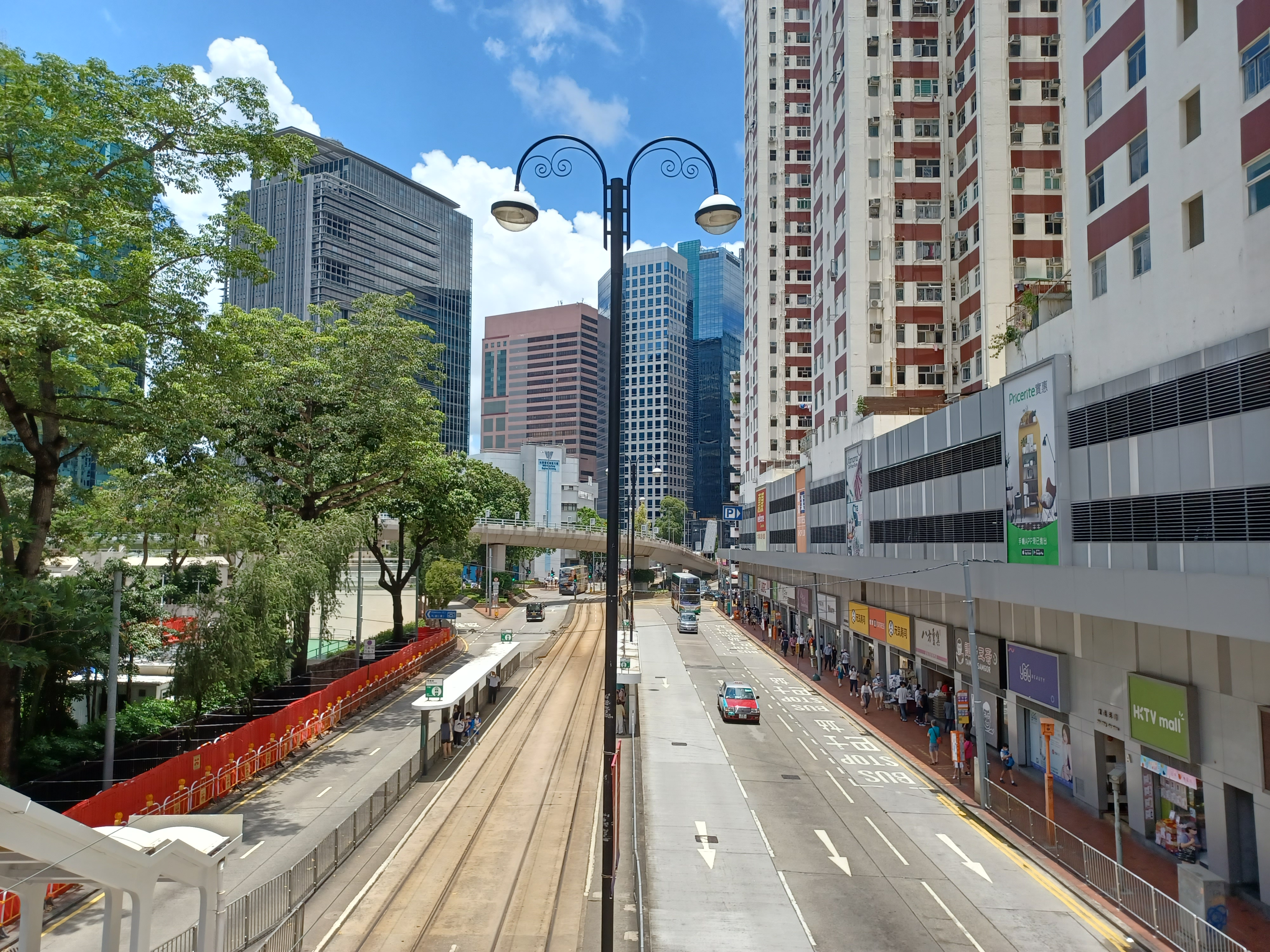
英皇道近電照街

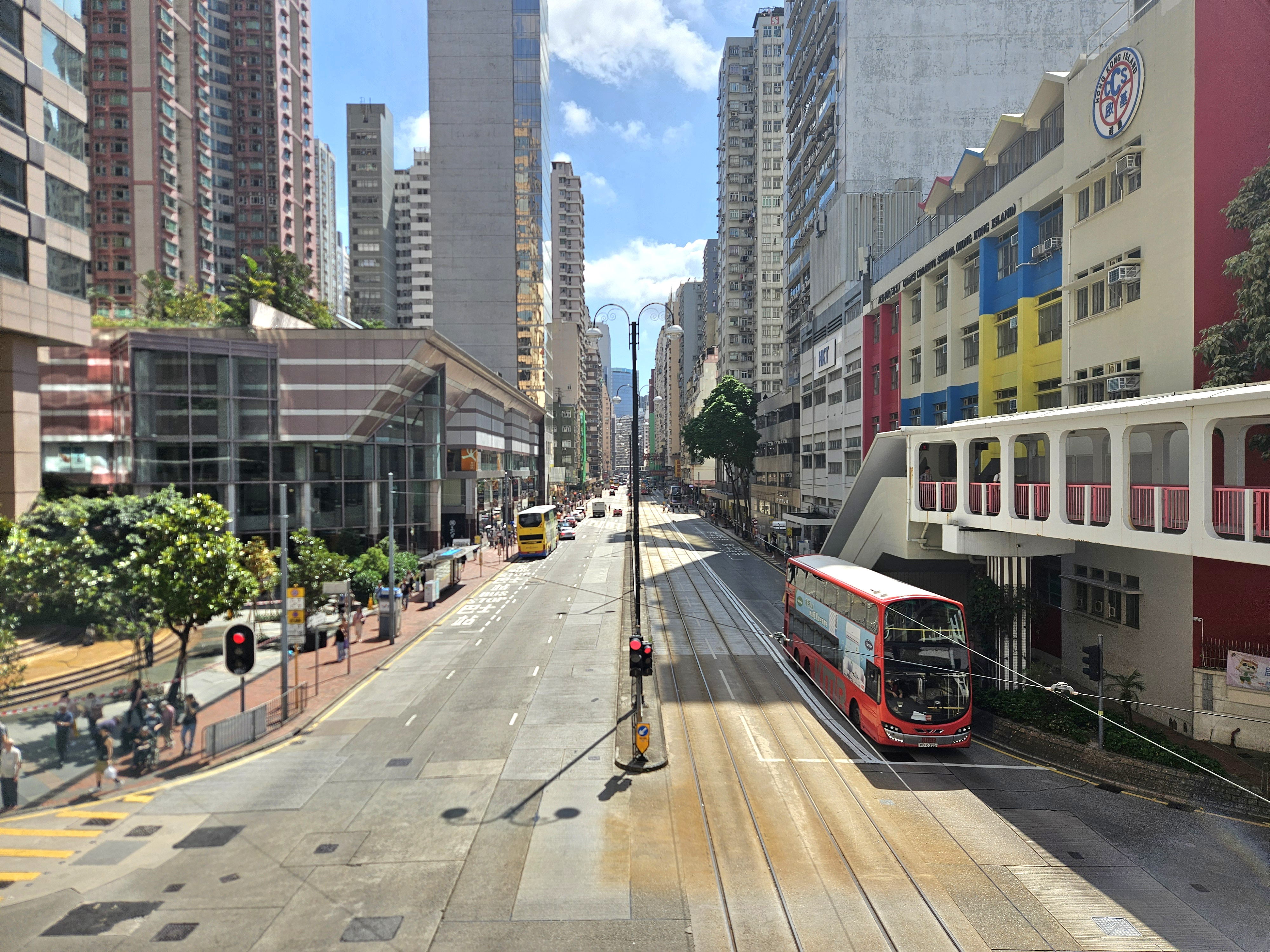
英皇道近啟基學校（港島）

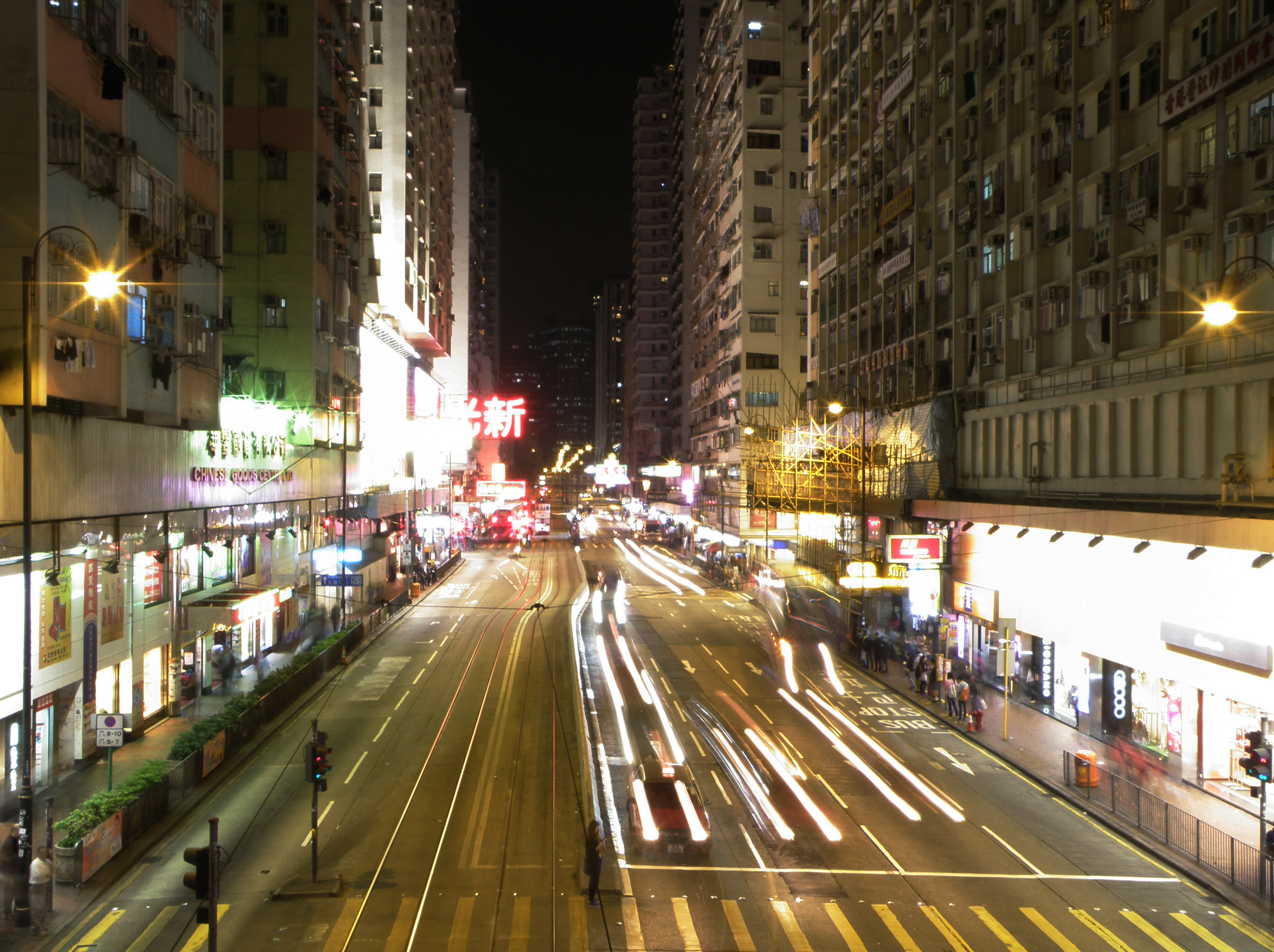
英皇道夜景，近新都城大廈

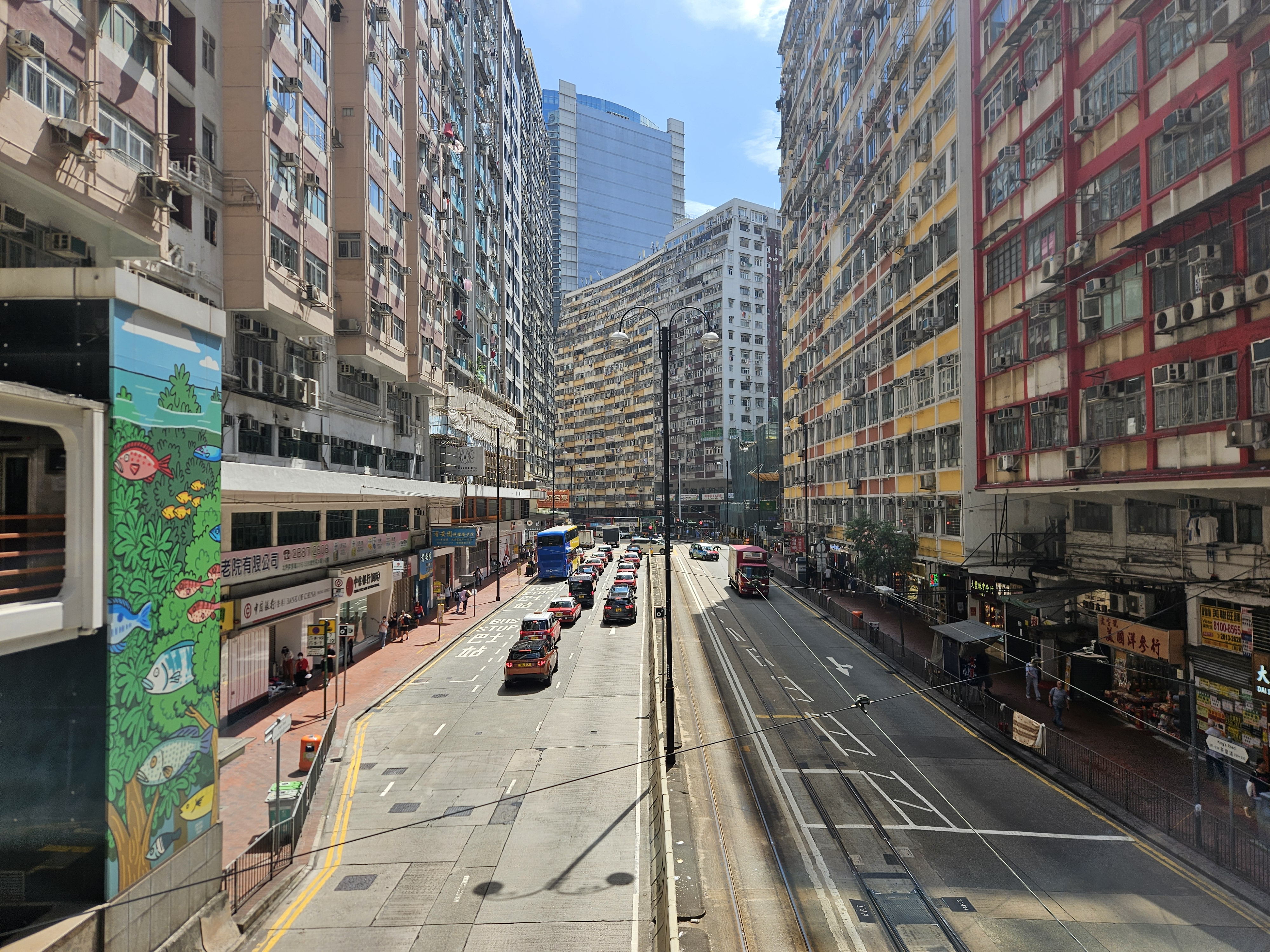
英皇道近北角道

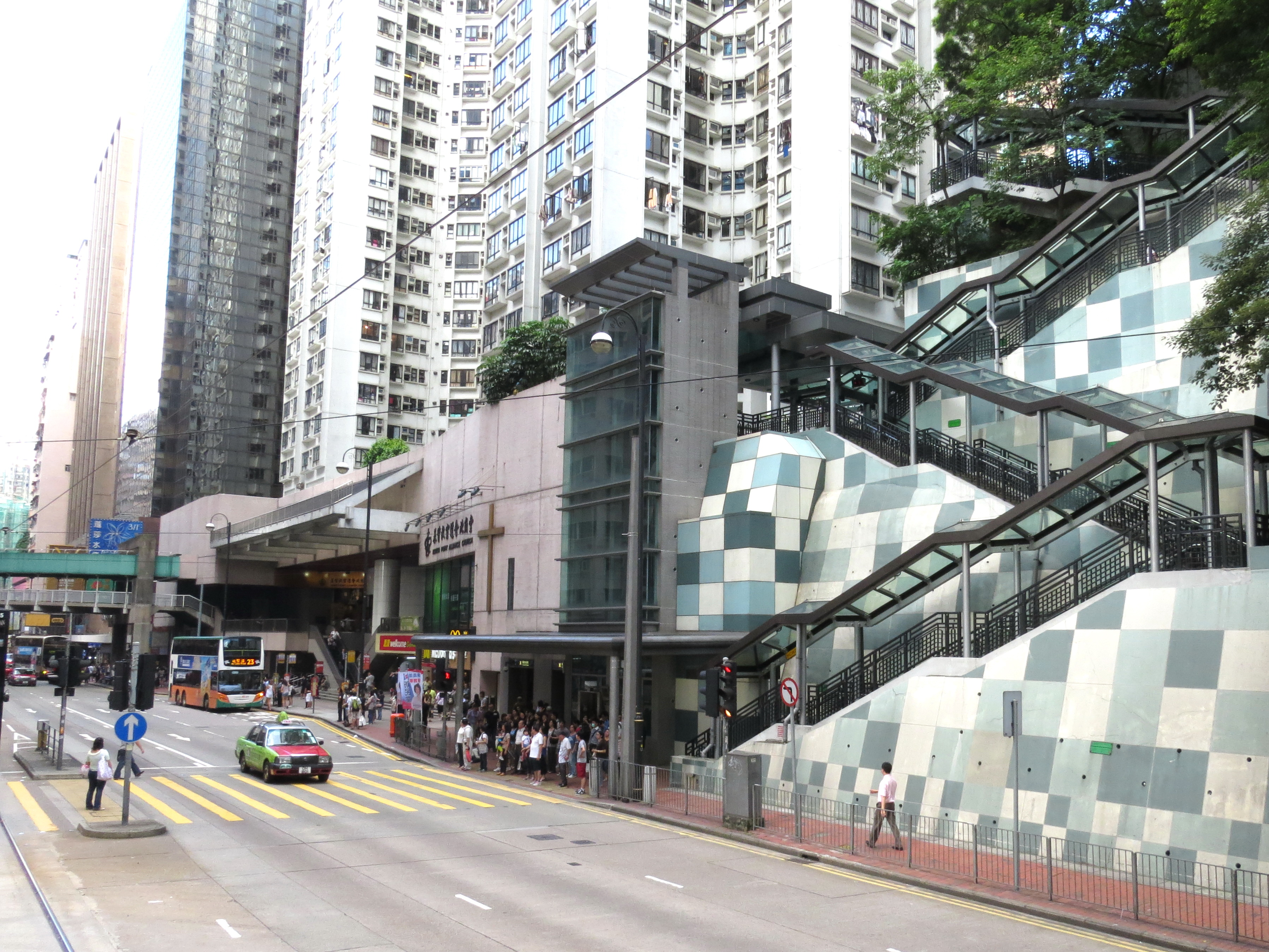
英皇道近炮台山站A出口的路段

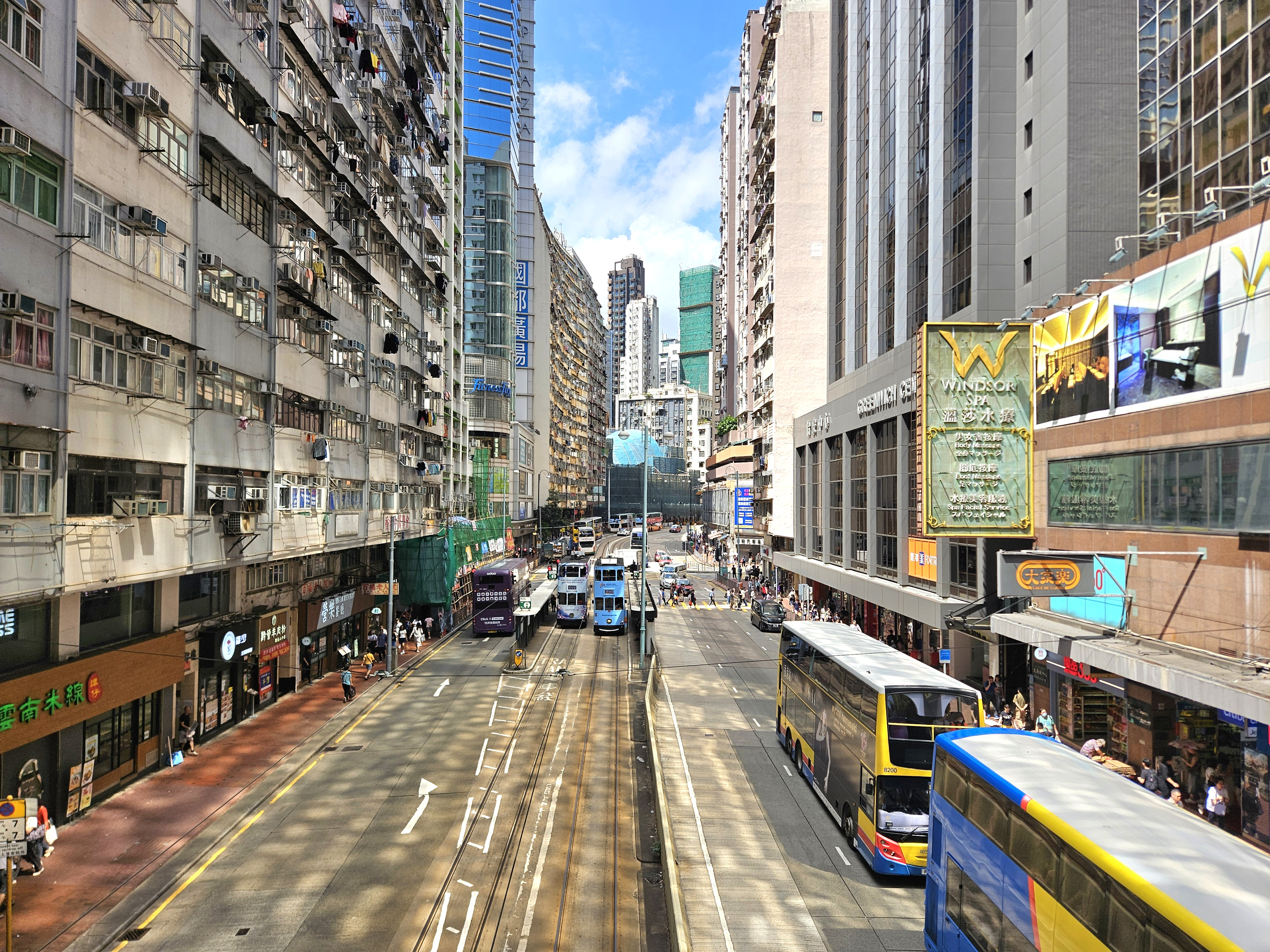
英皇道近北角城中心

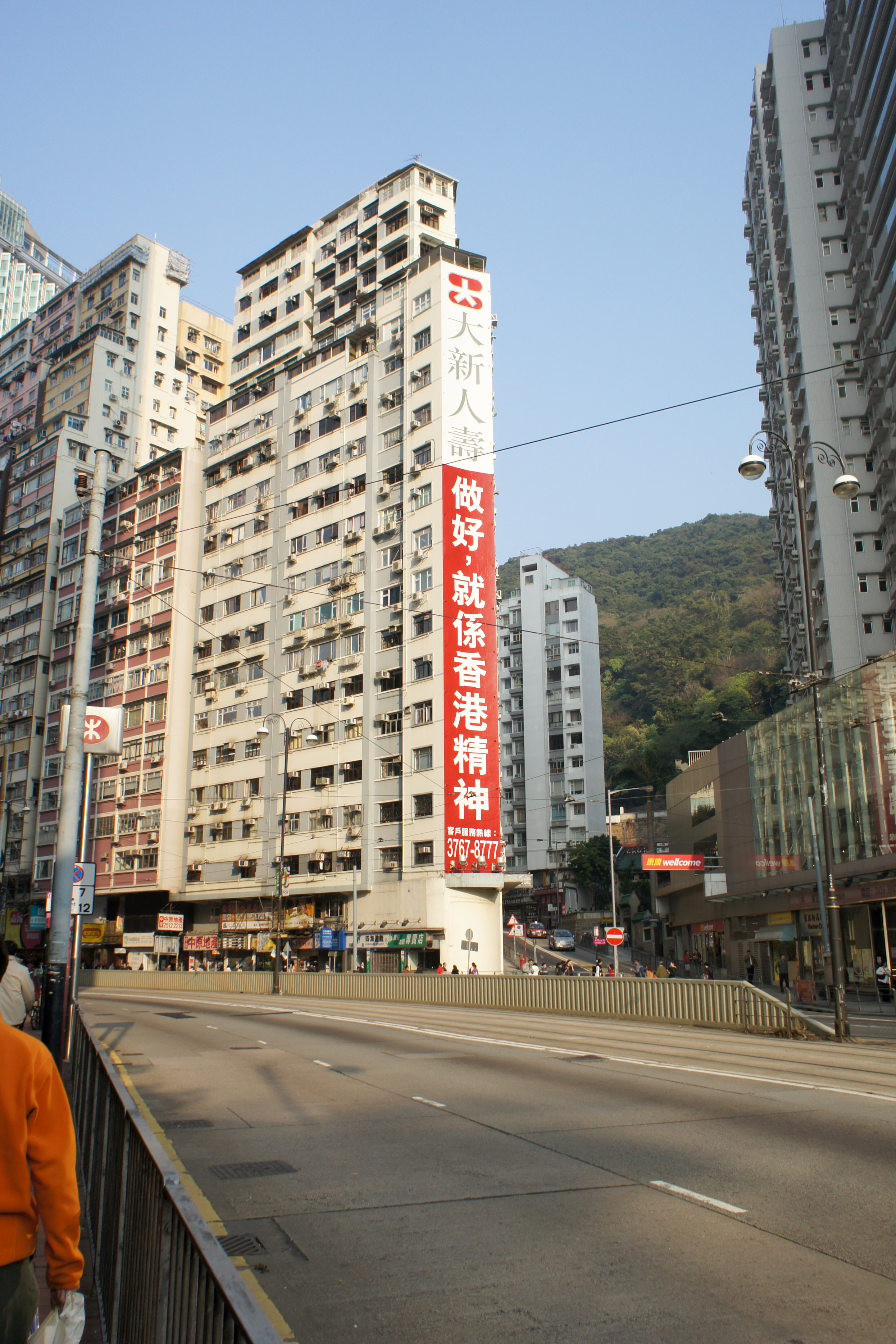
英皇道連接高士威道的西面起點，前方為英皇道2號鴻安大廈，右面的道路為天后廟道

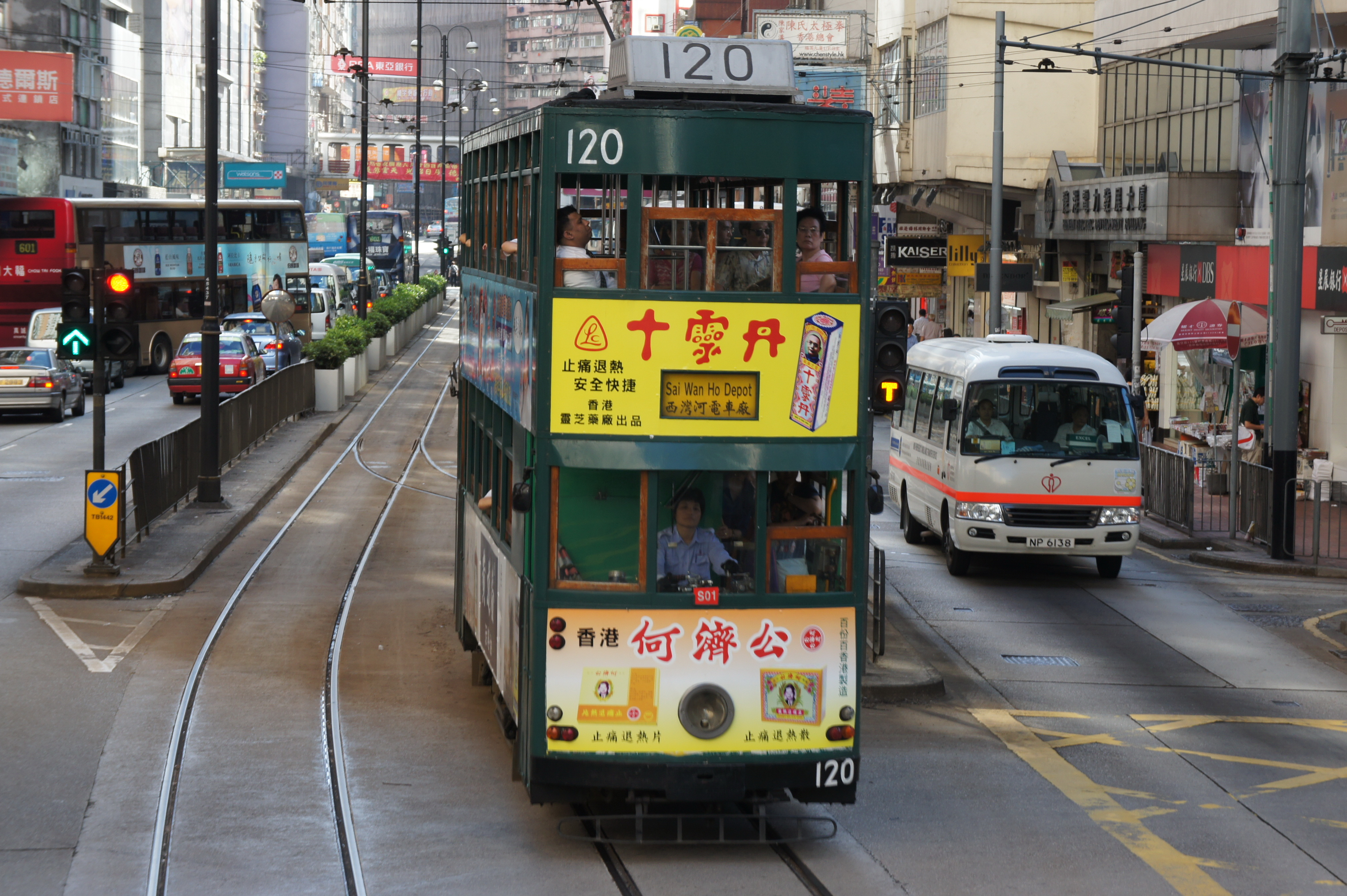
北角英皇道近糖水道向西望，前方為駛向西灣河電車廠的120號電車

英皇道（英語：King's Road），香港島東區的一條主要道路，由銅鑼灣開始，經北角到達西灣河，西接高士威道，東接筲箕灣道，全長約4.2公里。道路名称的“英皇”指英国国王乔治五世。
英皇道最大的門牌號碼是位於英皇道1128號的康山花園第10座，也是香港島以門牌號碼來計最大的號數。

## 歷史
1840年代香港開埠初期，香港政府已開始修建一條道路沿海岸線連接銅鑼灣及西灣河的道路，現時電氣道以東的英皇道路段便是當年該條道路的一部份。到了1880年代，因應太古公司開發鰂魚涌成為工業區，便把該道路擴闊，並命名為「筲箕灣道」。不過，當時的「筲箕灣道」只是一條狹窄的泥路。
到了1934年，當時香港輔政司修頓建議開拓一條100呎闊的新路取代舊路，而開山所得的泥石，用作七姊妹區填海工程。1935年6月21日，道路正式落成，為紀念英國時任國王乔治五世登基25週年銀禧大典，便將道路命名為「英皇道」。英皇道通車後，香港電車便從只能鋪設單軌的電氣道改行鋪設了雙軌的英皇道。其後，英皇道兩旁逐步發展，成為北角一帶最繁盛的道路。
香港日治時期，英皇道被改名為「豐國通」。
1980年，為改善港島東區擠塞的交通，政府把電氣道及渣華道改為單程東行，英皇道主要供西行車輛使用，而渣華道以西的一段東行線則只准巴士、電車和前往沿途地點的車輛使用，而英皇道亦為港鐵港島線管道之一。隨著康山發展和康山道建成，英皇道康山段改為只向東行。
大約於1993至1994年，政府曾經把整條英皇道重新鋪設，並改善部分路口、電車站及地底設施等。

## 交滙道路（西至東）
- 興發街、高士威道交界
- 高士威道、銅鑼灣道交界
- 天后廟道
- 留仙街
- 銀幕街
- 琉璃街
- 清風街
- 永興街
- 水星街
- 清風街天橋
- 木星街
- 蜆殼街
- 康福臺
- 油街
- 艇街
- 福元街 (非行車路)
- 大強街、炮台山道交界
- 電廠街
- 熙和街、長康街交界
- 北角道（只通往本路東行）
- 北景街（只通往本路西行）
- 明園西街
- 糖水道
- 錦屏街
- 書局街
- 琴行街
- 電照街
- 民康街
- 健康西街
- 健康中街（只通往本路西行）
- 健康東街
- 模範里（只通往本路西行）
- 渣華道
- 民新街
- 芬尼街
- 糖廠街
- 濱海街
- 柏架山道
- 華蘭路
- 祐民街
- 基利路
- 船塢里

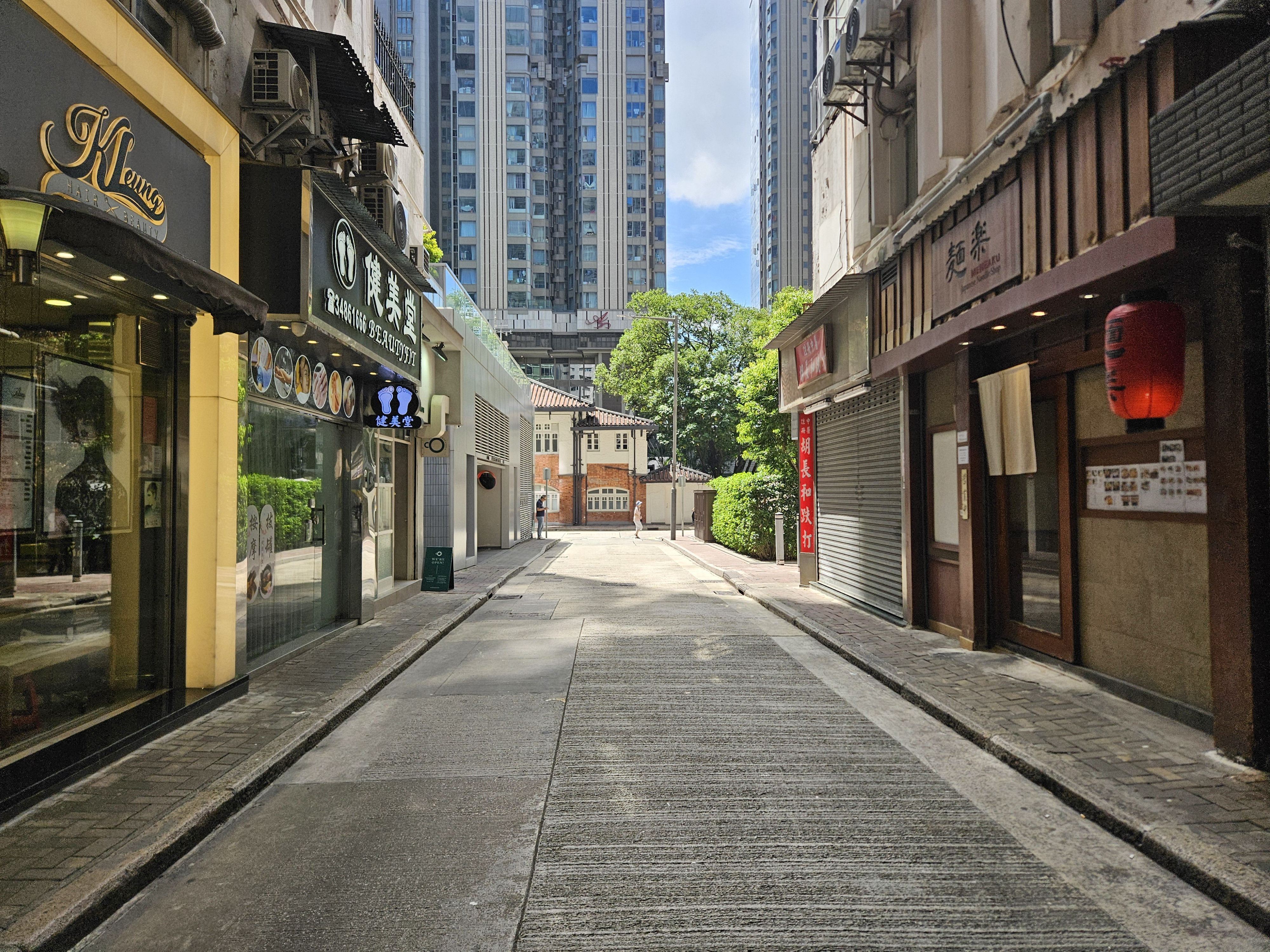
艇街

- 康山道（西端）、康安街（只通往本路西行）交界
- 康山道天橋
- 康山道（東端）
- 太古城道、筲箕灣道交界

## 事故

### 北角學校巴士俯衝事故
2018年12月10日，一部校巴於當日下午1時50分左右，停泊於北角長康街近北角衛理小學舊校舍門外，疑因司機未拉手掣或機件問題向下溜前，並橫越英皇道及俯衝進入熙和街，至撞到璇宮大廈入口處後才停下，事故造成至少4死11傷。

### 巴士起火
2023年12月5日下午1時許，一輛往藍灣半島的城巴82號線巴士沿英皇道東行駛到太古坊濱海街對開時，車尾引擎突然冒出濃煙並隨後起火，現場冒出大量濃煙。消防接報到場並在1時57分將火救熄，事件中無人受傷。